# Garderen

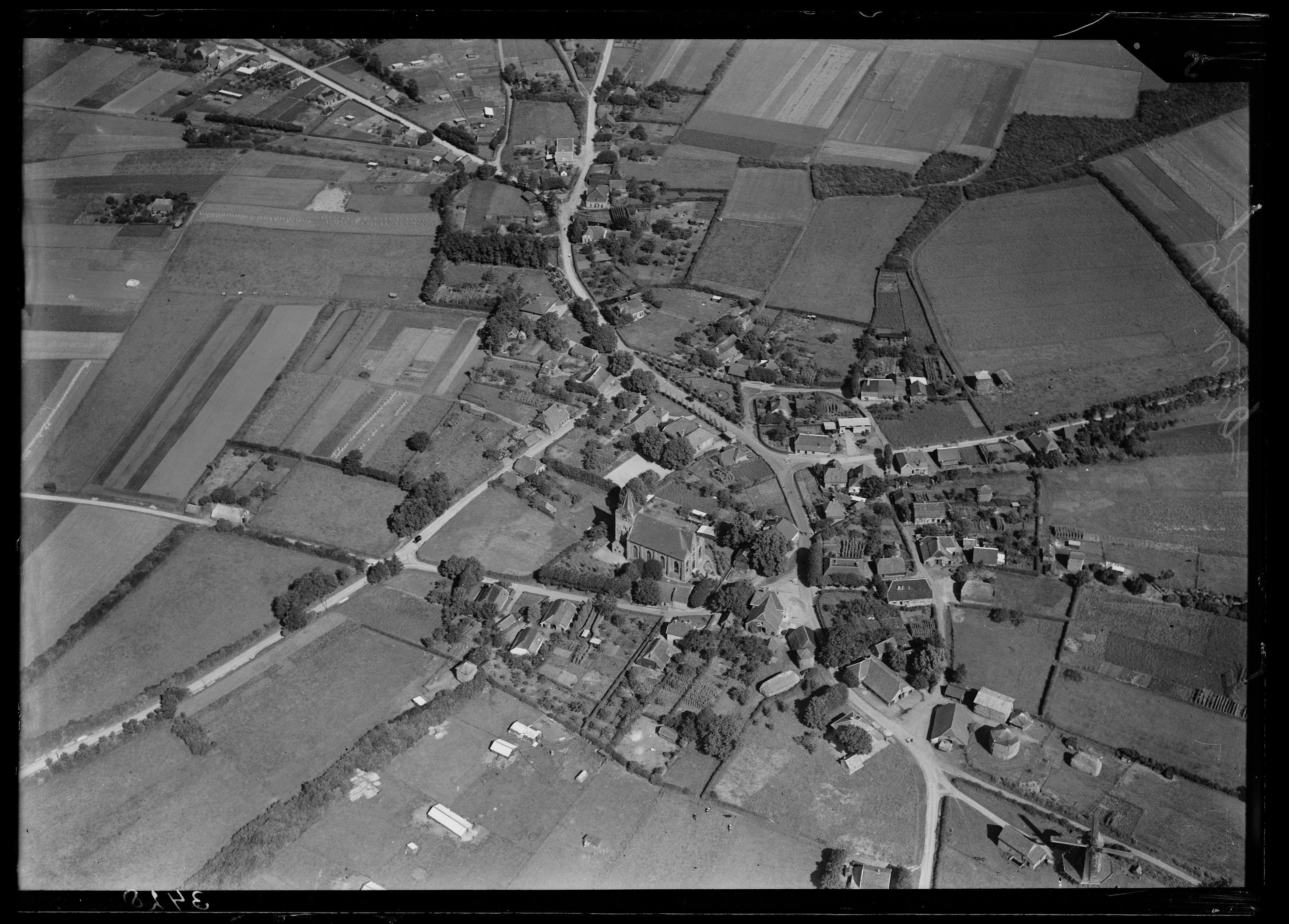
Luchtfoto van Garderen (1920-1940), Nederlands Instituut voor Militaire Historie.

Garderen (Nedersaksisch: Garder) is een dorp en voormalige gemeente liggend in de gemeente Barneveld, in de Nederlandse provincie Gelderland. Het dorp heeft 2.155 inwoners (2023).

## Ligging
Het dorp is gelegen in een agrarische enclave op de westflank van de Veluwe. Het heeft al een lange tijd een toeristische functie, maar is altijd een behoudend en kerkelijk dorp gebleven. Garderen ligt in een groene omgeving bij boswachterij Speulderbos.

## Geschiedenis
De betekenis van 'Garderen' is te herleiden uit twee Oud-Germaanse woorden die samengevoegd zijn : garre (in het Nederlands nog gaarde), wat 'landbouwgrond' betekent en haar, wat 'zandige heuvelrug' betekent. Garderen is ouder dan het dorp Barneveld en het was van oorsprong ook de hoofdplaats van het latere ambt Barneveld. De kerktoren van de Nederlands Hervormde kerk werd voor het eerst in de elfde eeuw gebouwd. De huidige toren stamt uit de veertiende eeuw. Na de Reformatie, die op de Veluwe werd afgedwongen door een kleine groep fanatieke protestanten, bleef Garderen nog lang trouw aan de Rooms-katholieke kerk. Het dorp was een bedevaartsplaats voor de heilige Gangulphus.
In 1811 werd een groot deel van het, toen nog kleine, dorp door brand verwoest. Van de 25 huizen gingen acht in vlammen op.
Op 1 januari 1812 werd Garderen als een zelfstandige gemeente van Barneveld afgesplitst. Zes jaar later, op 1 januari 1818, werd deze gemeente weer herenigd met Barneveld. De gemeente Garderen leeft nog voort als een aparte kadastrale aanduiding.

## Voorzieningen

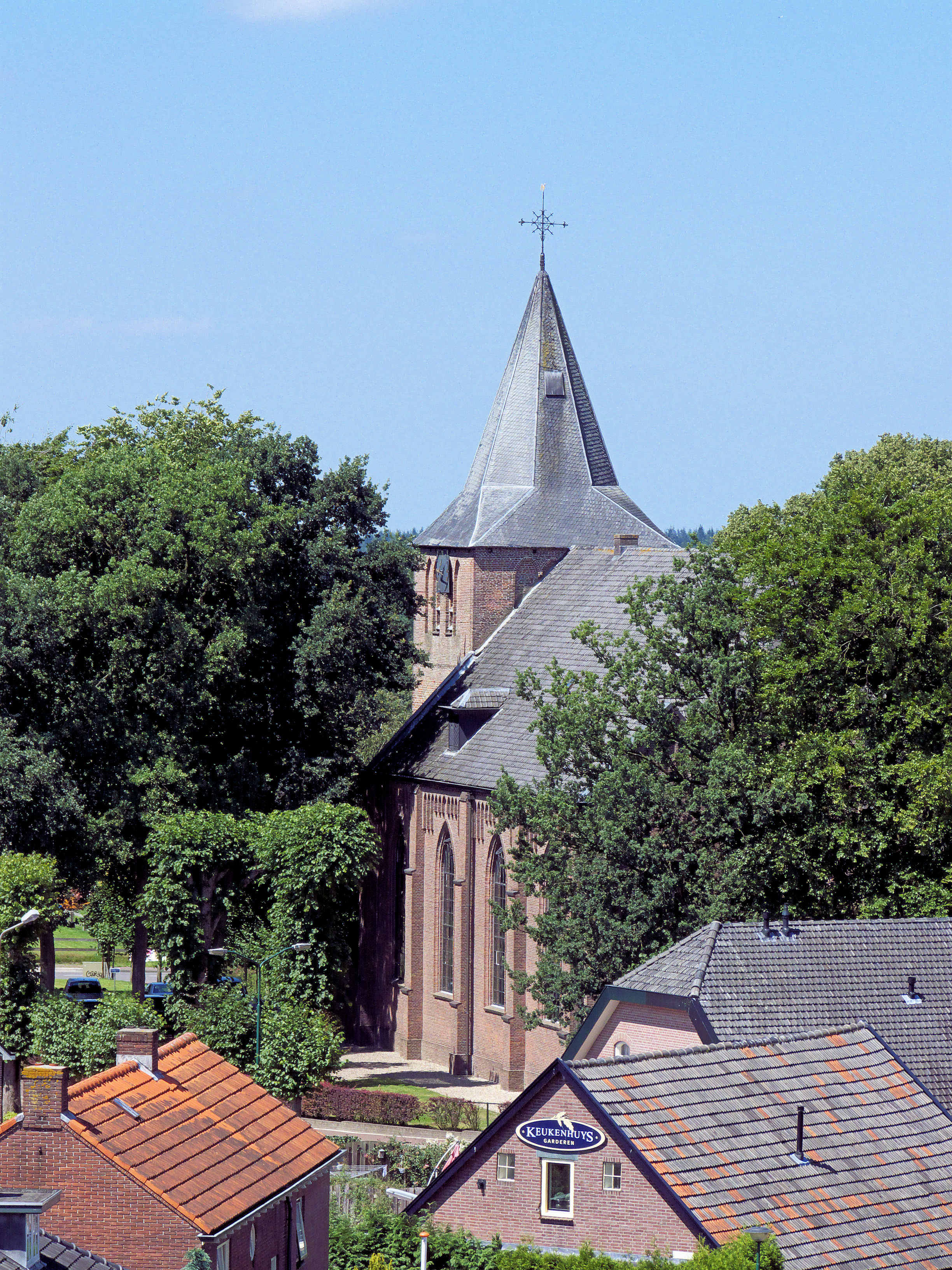
De dorpskerk gezien vanuit de molen De Hoop

Het dorp heeft een basisschool, een huisartsenpraktijk, een Hersteld Hervormde Kerk, een Hervormde gemeente binnen de PKN, een Gereformeerde Kerk binnen de PKN, een begraafplaats, dorpshuis, muziekkorps TOG, motortoerclub MTC Wardlo, voetbalvereniging De Veluwse Boys, loopgroep Garderen, damclub Garderen DCG, molen De Hoop, diverse hotels, restaurants, cafés en snackbars, campings, winkels voor de eerste levensbehoeften en enkele tientallen overige bedrijven. In hetzelfde kerkgebouw worden zowel de diensten van de PKN als die van de Hersteld Hervormde Kerk gehouden.
Garderen vervult een centrumfunctie voor de dorpen Speuld, Stroe en Kootwijk. Ook bewoners van de buurtschappen Houtdorp, Meerveld, Nieuw-Milligen en Koudhoorn hebben vaak een culturele en economische oriëntatie op het dorp Garderen.

## Servisch monument

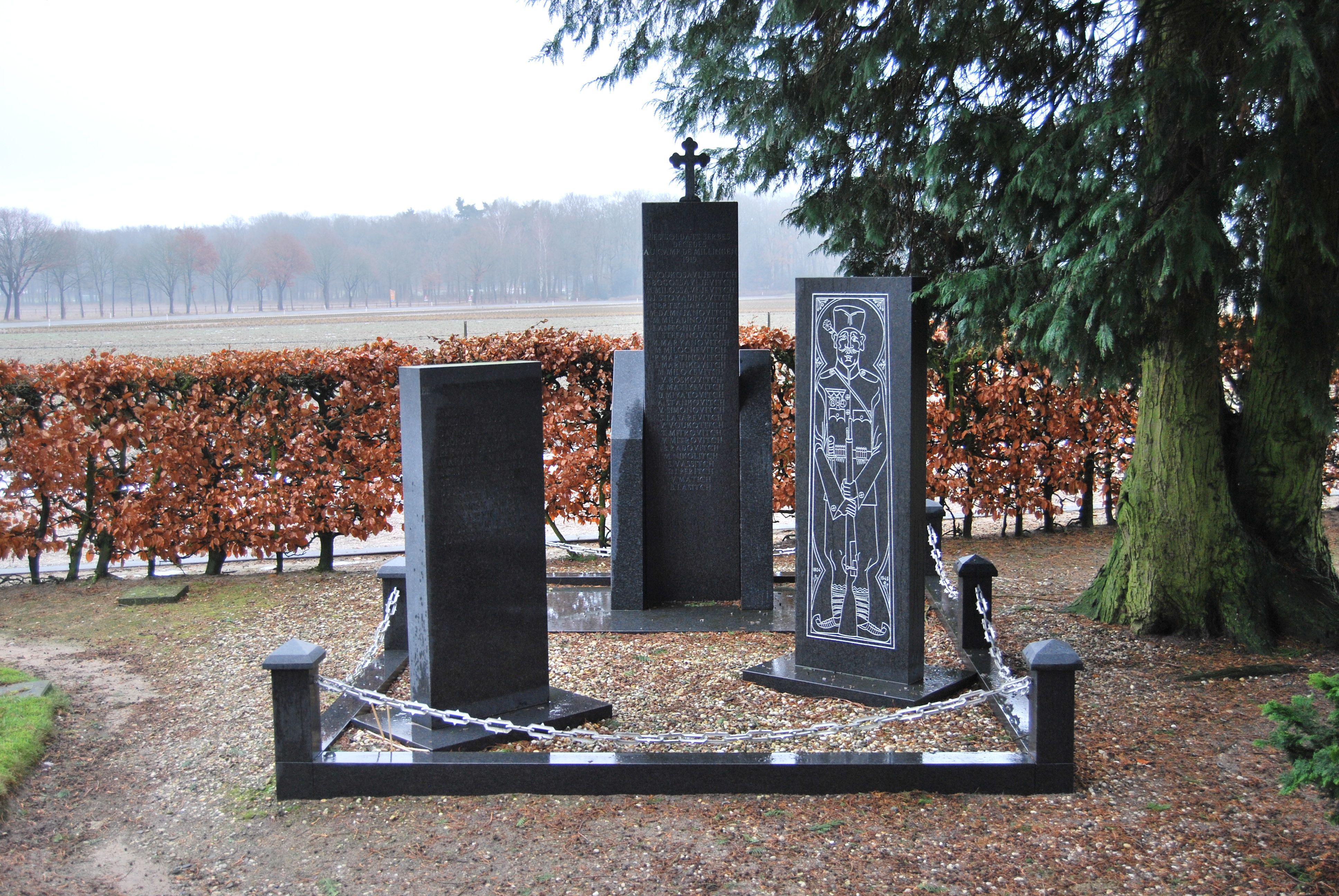
Servisch monument in Garderen

Op de begraafplaats staat sinds april 1919 een Servisch oorlogsmonument, ter herinnering aan de 29 Servische soldaten die overleden zijn aan de gevolgen van de Spaanse griep kort na de Eerste Wereldoorlog. Zij maakten deel uit van een grote groep Servische militairen, die tijdelijk gehuisvest waren in de 'Lombok'-barakken op het nabijgelegen Kamp Nieuw-Milligen. In mei 1938 werden de stoffelijke resten van de Servische soldaten die in 1918 en 1919 in Nederland waren omgekomen opgegraven, in Nijmegen samengebracht, omgekist in hermetisch afgesloten metalen knekelkisten, en via Duitsland vervoerd naar het mausoleum in Jindřichovice, waar zij hun laatste rustplaats vonden. In 2006 is men begonnen om het monument te vernieuwen, en in verschillende fasen uit te breiden.

## Geboren
- Jan Christiaan Fabius (1849-1924), politicus
- Paul Fabius (1851-1931), hoogleraar rechtsgeleerdheid
- Bernard Schuiteman (1973), voormalig voetballer

## Overleden
- Gerard van Leijenhorst (2001), politicus

## Trivia
- Onder andere Frits Bom, Rinse Zijlstra en Rob de Nijs hebben in Garderen gewoond.[10][11]